# Bồng chanh Sulawesi
Bồng chanh Sulawesi (danh pháp hai phần: Ceyx fallax) là một loài chim thuộc Họ Bồng chanh.. Nó là loài đặc hữu của Indonesia.
Nó đang bị đe dọa do mất nơi sống.

## Thamkhảo
1. ↑  BirdLife International 2012. Ceyx fallax. 2012 IUCN Red List of Threatened Species. Downloaded on 24 tháng 7 năm 2012.
2. ↑  Clements, J. F.; Schulenberg, T. S.; Iliff, M. J.; Wood, C. L.; Roberson, D.; Sullivan, B.L. (2012). "The eBird/Clements checklist of birds of the world: Version 6.7". Truy cập ngày 19 tháng 12 năm 2012.